# Gare de Marrakech
La gare de Marrakech est une gare ferroviaire située dans la ville de Marrakech, au Maroc. Elle compte plus de trois millions de voyageurs par an.

## Histoire
Construite en 1923, la gare est située en centre-ville, au croisement de l'avenue Hassan II et du boulevard Abdelkrim El Khattabi. Elle a été complètement rénovée en 2008.

## Caractéristiques
S'étendant sur une superficie globale de 25 000 m², la gare comporte :
- un hall voyageurs au rez-de-chaussée d'une superficie de 1 250 m² ;
- plusieurs guichets de billetterie, d’accueil et d’information ;
- une esplanade s’étalant sur 5000 m² ;
- une galerie commerciale abritant des enseignes de renom, s’étendant sur deux niveaux, d’une superficie totale de 2 800 m².

## Correspondances
La gare est desservie par la ligne  A  du BHNS de Marrakech, et par les lignes de bus ALSA  5   9   10   13 
 14   18   19 
 22   27   43 
et  66 .

## Galerie

Sélection de vues
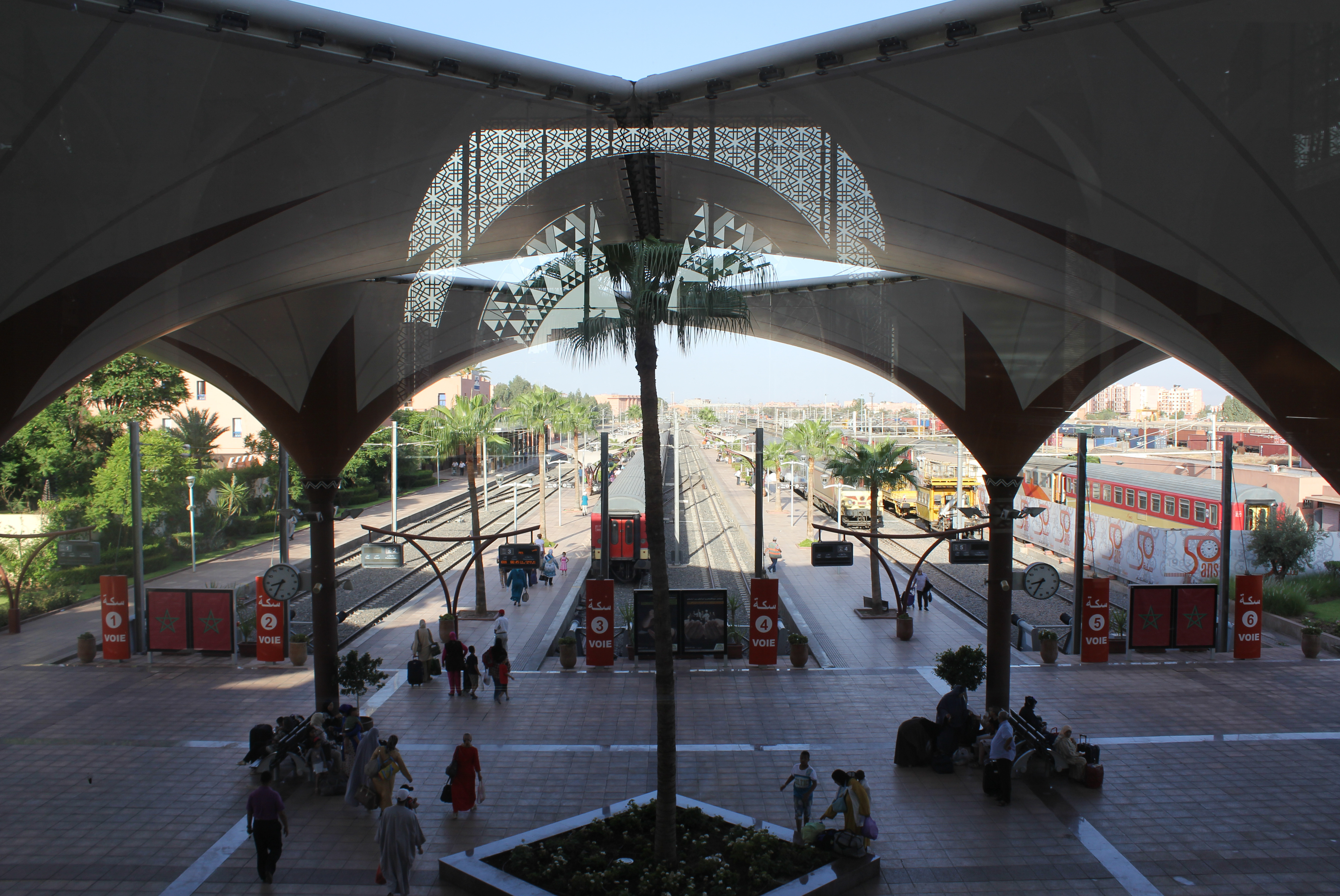
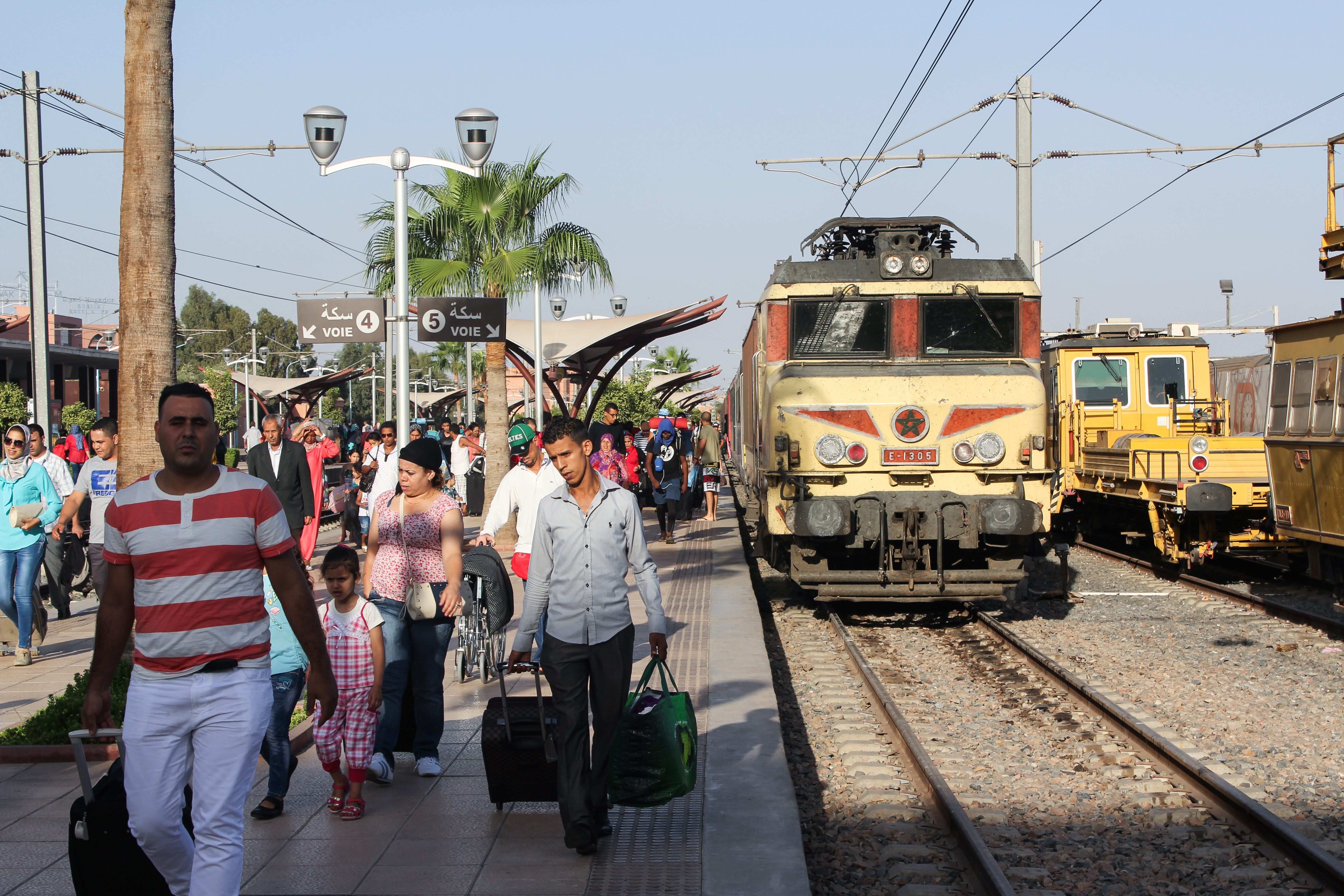
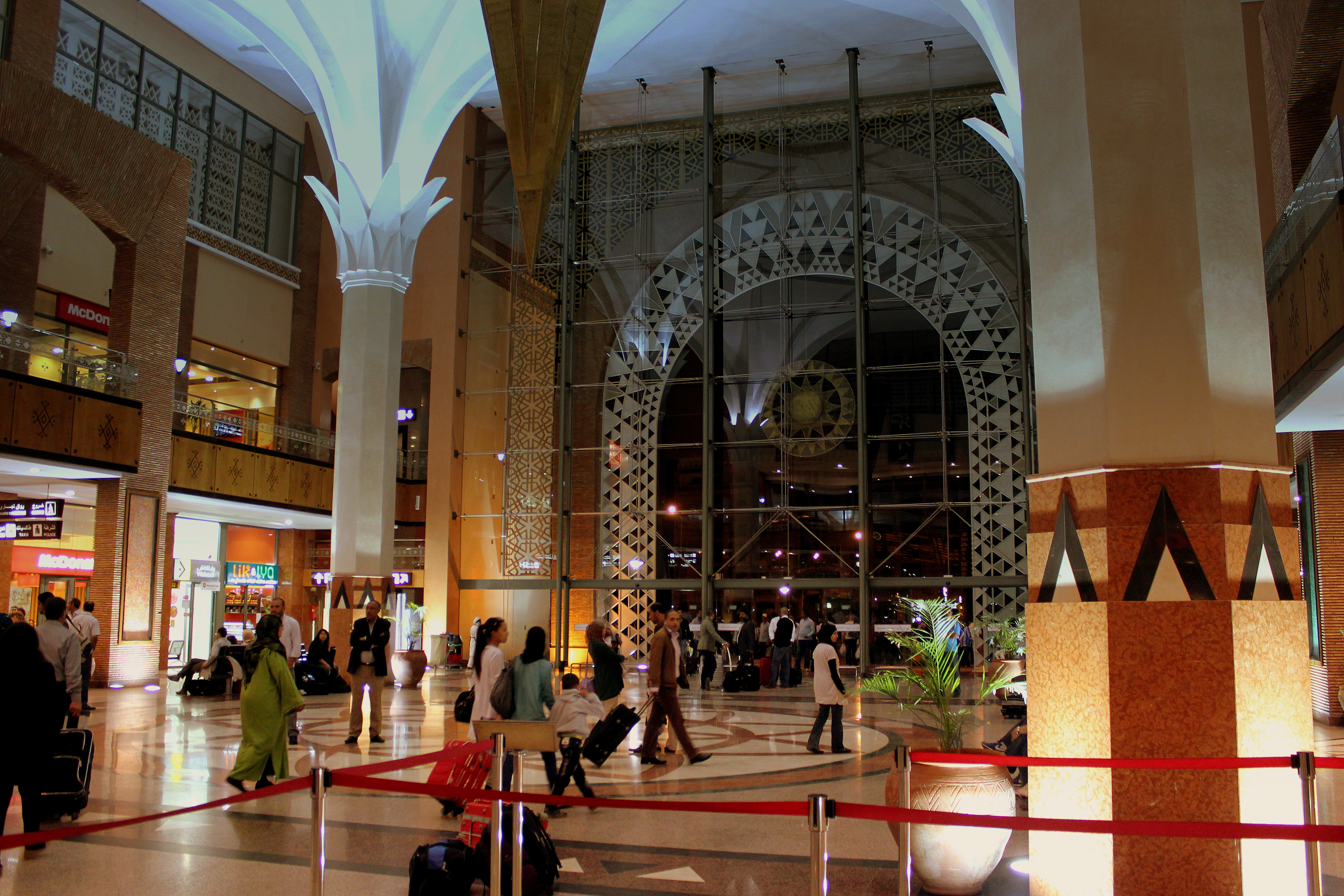
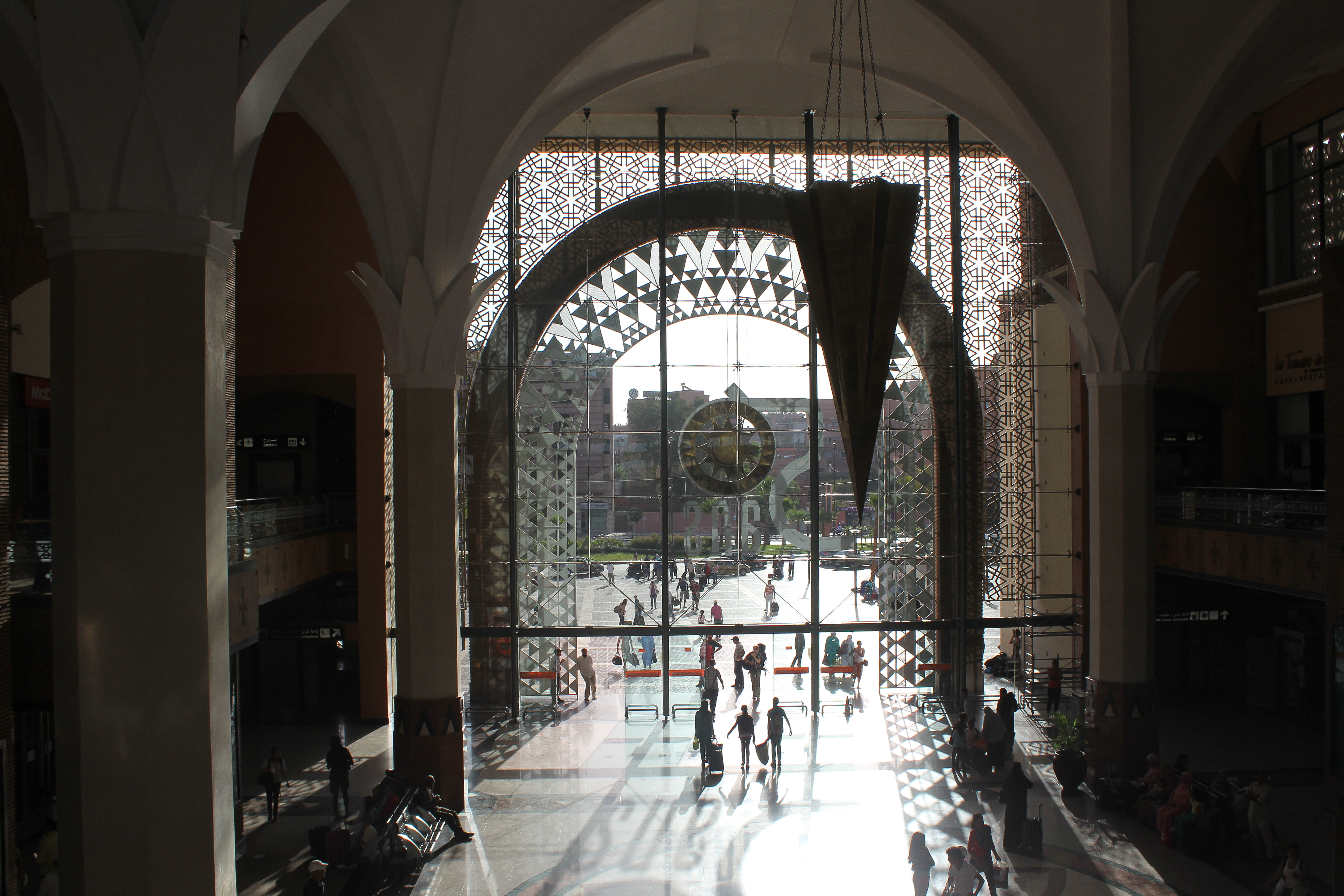